# Tårs (Lolland Kommune)
Tårs ist ein kleines Hafendorf mit weniger als 200 Einwohnern an der Westküste der dänischen Insel Lolland am nördlichen Übergang vom Großen Belt (hier auch „Langelandsbelt“ genannt) zum Nakskov Fjord gelegen. Es gehört zur Kirchspielsgemeinde (dän.: Sogn) Sandby Sogn in der Lolland Kommune in der Region Sjælland. Vor der dänischen Verwaltungsreform zum 1. Januar 2007 gehörte das Kirchspiel zunächst zur Lollands Nørre Herred, ab 1970 dann zur Ravnsborg Kommune im Storstrøms Amt.
Tårs verfügt über einen Yachthafen südwestlich des Dorfes und einen Fährhafen südöstlich des Dorfes. Von Tårs verkehrt eine Fähre der Langelandslinjen nach Spodsbjerg auf Langeland. Diese Fährverbindung ist Teil der Primærrute 9.